# Nơi đảo xa
"Nơi đảo xa" là một bài hát được sáng tác năm 1979 của nhạc sĩ Thế Song viết về người lính hải quân nơi hải đảo.
"Nơi đảo xa" nhận phản hồi tích cực bởi các nhà phê bình âm nhạc. Tại Giải Cống hiến lần thứ 10 năm 2015, ca khúc đã nhận được một đề cử quan trọng trong hạng mục "Bài hát của năm".

## Hoàn cảnh sáng tác
Khoảng tháng 4 năm 1979, Thế Song đi thực tế sáng tác tại các đồn biên phòng ở Quảng Ninh chứ không chủ trương viết về hải đảo. Trên đường về, ông nghỉ tại trạm sửa chữa tàu biển của bộ đội hải quân ở Hạ Long. Anh em hải quân ở trạm kể cho ông nghe nhiều câu chuyện cảm động, những khó khăn vất vả nơi đảo xa, nỗi nhớ nhà, nhớ người thân... Với cảm hứng đó, ông viết ngay và lời thứ nhất ca khúc Nơi đảo xa ra đời trên đoạn đường từ Quảng Ninh về Hà Nội. Lời thứ hai của bài hát được ông hoàn thành tại nhà riêng. Năm 1995, khi tác phẩm đã được nhiều người biết đến thì Thế Song mới có dịp đến Trường Sa.

## Ca sĩ thể hiện
Khi sáng tác xong, Thế Song mời ca sĩ Tiến Thành đến tập. Tiến Thành trở thành người hát đầu tiên và thành công nhất ca khúc này. Theo nhạc sĩ thì sau này có nhiều ca sĩ hát nhưng không ai hát thành công và xúc động như Tiến Thành. Ngoài Tiến Thành, những ca sĩ khác thể hiện thành công tác phẩm này có Trọng Tấn, Anh Bằng, Tùng Dương... Anh Bằng có phong cách thính phòng, giọng hát cứng rắn, đầy chất thép nhưng vẫn tình. Trọng Tấn thể hiện theo phong cách nhạc đỏ, trữ tình và hào sảng. Tùng Dương có giọng hát nhạc nhẹ đầy nội lực có một chút phá cách đã thổi hơi thở mới cho tác phẩm.
Năm 2011, ca khúc được dàn dựng với 600 người tham gia trình diễn trong một clip.

## Lời bài hát
Lời 1:
Nơi anh đến là biển xa, nơi anh tới ngoài đảo xa
Từng mảnh đất quê ta giữa đại dương mang tình thương quê nhà
Đây Trường Sa, kia Hoàng Sa
Ngàn bão tố phong ba ta vượt qua vượt qua
Lướt sóng con tàu mang tín hiệu trong đất liền
Mắt em nhìn theo con tàu đi xa mãi
Giữa nơi biển khơi đang nở rộ ngàn bông hoa san hô
Cánh hoa đỏ thắm bao hy vọng anh gửi về tặng em
Ơi ánh mắt em yêu như biển xanh như trời xanh trong nắng mới
Nhớ cả dáng hình em mùa gặt nặng đôi vai
Sóng ru mối tình đời thủy thủ càng thêm vui
Đây con tàu xa khơi, đây con tàu xa khơi!
Lời 2:
Vầng trăng sáng trên biển xa, vầng trăng sáng ngoài đảo xa
Vẳng nghe tiếng ngân nga ru lòng ta bao lời ca quê nhà
Đây Trường Sa, kia Hoàng Sa
Quần đảo tím hiên ngang thiên hùng ca ngời sáng
Tháng năm con tàu quen sóng cả, quen gió biển
Nước da màu nắng tươi giòn thêm ánh thép
Cánh chim hải âu bốn mùa về cùng anh vui xa khơi
Cánh hoa biển trắng là kỷ niệm anh gửi về tặng em
Đây súng khoác trên vai trăng đầu núi soi hình anh đang đứng đó
Nhắn về đất liền cánh buồm chở đầy tin yêu
Sóng ru mối tình đời thủy thủ càng thêm yêu
Đây con tàu xa khơi, đây con tàu xa khơi!